# Im Namen einer Mutter
Im Namen einer Mutter ist ein deutsches Selbstjustiz-Filmdrama aus dem Jahre 1960 von Erich Engels. In den Hauptrollen spielen Ulla Jacobsson, Claus Holm und Dietmar Schönherr.

## Handlung
Vicky Merlin war lange Zeit vom Glück begünstigt, und dieses Leben an der Seite eines sie liebenden, jungen Mannes und als Mutter eines hübschen Kindes in Reichtum hat sie sehr verwöhnt werden lassen. Doch in kurzer Zeit brachen gleich zwei Katastrophen über sie ein: Erst starb ihr Gatte Fritz bei einem Unfall, dann wurde ihr Töchterchen Antje das Opfer eines gefährlichen Sexualtriebtäters. Als der Mann namens Wendland gefasst wird, stellt sich heraus, dass er bereits zwei Kinder ermordet hatte. Es kommt zu einem emotionalen Prozess, in dem die aufgewühlte Mutter um Gerechtigkeit kämpft, um Leben für Leben.
Umso erschütterter ist Vicky, dass der Mörder ihrer Antje nicht zu lebenslanger Haft verurteilt wird, sondern, da er vom Gerichtsvorsitzenden für unzurechnungsfähig erklärt wird, in eine Anstalt für Geisteskranke und Triebtäter eingewiesen werden soll. Außer sich vor Entsetzen erschießt sie Wendland. Nun muss Vicky selbst vor Gericht treten, zeigt sich aber mitnichten reuig, und macht mit ihrer aus der Verzweiflung und Selbstkasteiung geborenen Kampfeslust die Verteidigungsarbeit ihres Schwagers, des Anwalts, Dr. Sperber, äußerst schwer. Doch sie findet einen milden Richter, der Verständnis für ihre Verzweiflungstat findet und sie, aufgrund mildernder Umstände, nur zu einer Haftstrafe wegen Totschlags im Affekt verurteilt.

## Produktionsnotizen
Im Namen einer Mutter, in späteren Jahren auch unter dem reißerischen Titel Triebverbrecher geführt, entstand im Filmatelier Göttingen und wurde am 2. September 1960 im Kasseler Capitol-Kino uraufgeführt.
Im Namen einer Mutter war die letzte Inszenierung von Engels. Die Filmbauten entwarf Walter Haag, die Kostüme Irms Pauli. Herbert Windt lieferte hier seine letzte Filmmusik.

## Kritiken
Paimann’s Filmlisten resümierte: „Eine Handlung, die das aufgezeigte (Todesstrafe- u. Selbstjustiz-) Problem nur streift, aber genug an Spannung und menschlich Ergreifendem bietet, um – überzeugend gespielt, in gefälliger Aufmachung … – nicht nur Frauenpublikum ziemlich zu packen.“

„Ein unsachlicher Problemfilm mit dem Versuch, die öffentliche Meinung auf die Wiedereinführung der Todesstrafe hin zu lenken.“

„IM NAMEN EINER MUTTER … problematisiert, in seiner Parteinahme sehr unbedacht, Selbstjustiz und Todesstrafe.“